# Рангейм (футбольний клуб)
ФК «Рангейм» (норв. Ranheim Fotball) — норвезький футбольний клуб з однойменного району міста Тронгейм, заснований у 1901 році. Виступає в лізі Елітесеріен. Домашні матчі приймає на стадіоні «ЕКСТРА Арена», потужністю 3 000 глядачів.